# 大衆意思党
大衆意思党（スペイン語: Voluntad Popular、略称: VP）は、ベネズエラの社会民主主義政党である。レオポルド・ロペスらにより2009年に創設された。チャベスやマドゥロの反米左翼政権に反対する野党であり、民主統一会議に所属する。2019年に暫定大統領を宣言したフアン・グアイドが所属する党。党名は人民の意思とも訳される。

## 概要
中道右派政党正義第一党に所属する前チャカオ市市長でベネズエラ屈指の名家出身のレオポルド・ロペスらによって正義第一党から分離する形で2009年12月5日に創設された。正義第一党よりは左寄りで社会主義インターナショナルに加盟している。創設時ロペスは「エリート間の合意や交渉によってではなく、ボトムアップからの新しい多数派を形成する。長い道のりだが、これが私たちの勝利の唯一の道である」と語った。
ウゴ・チャベスやニコラス・マドゥロが率いる反米左翼政権に反対している野党であり、野党連合民主統一会議に参加している。 正義第一党、民主行動党、新時代の党とともに民主統一会議の主要四政党の一つに数えられている。
2019年1月23日に暫定大統領に就任を宣言した国民議会議長フアン・グアイドはこの党の所属である。
政治的立ち位置は、ニューヨーク・タイムスには中道政党と報じられているが、マドゥロ政権側や政権を支持する論者は、「"extremista"(過激派)」「極右」と非難している。